# 2MASS J09393548-2448279
2MASS J09393548-2448279 – układ podwójny położony w gwiazdozbiorze Pompy. Na układ składają się dwa brązowe karły, każdy z nich o masie pomiędzy 30 a 40 mas Jowisza i jasności ponad milion razy mniejszej niż jasność Słońca.
Obiekt 2MASS J09393548-2448279 został odkryty w 1999 w ramach programu Two Micron All-Sky Survey (2MASS), ale nie podejrzewano wówczas, że jest to układ podwójny. Dodatkowe obserwacje dokonane przy pomocy Teleskopu Spitzera pozwoliły na ustalenie temperatury obiektu, która wynosi ok. 565 do 635 K.
Dzięki obserwacjom z Anglo-Australian Observatory udało się określić odległość obiektu od Ziemi – wynosi ona 17 lat świetlnych (był to wówczas piąty najbliżej położony brązowy karzeł). Po ustaleniu odległości obiektu od Ziemi wyliczono, że jest on dwukrotnie jaśniejszy niż wynikałoby to z jego temperatury i odległości – oznacza to, że ma on dwukrotnie większą powierzchnię, czyli że obiekt ten jest układem podwójnym składającym się z dwóch brązowych karłów, a nie jak sądzono wcześniej pojedynczym brązowym karłem.